# Puchar Świata w szachach 2009

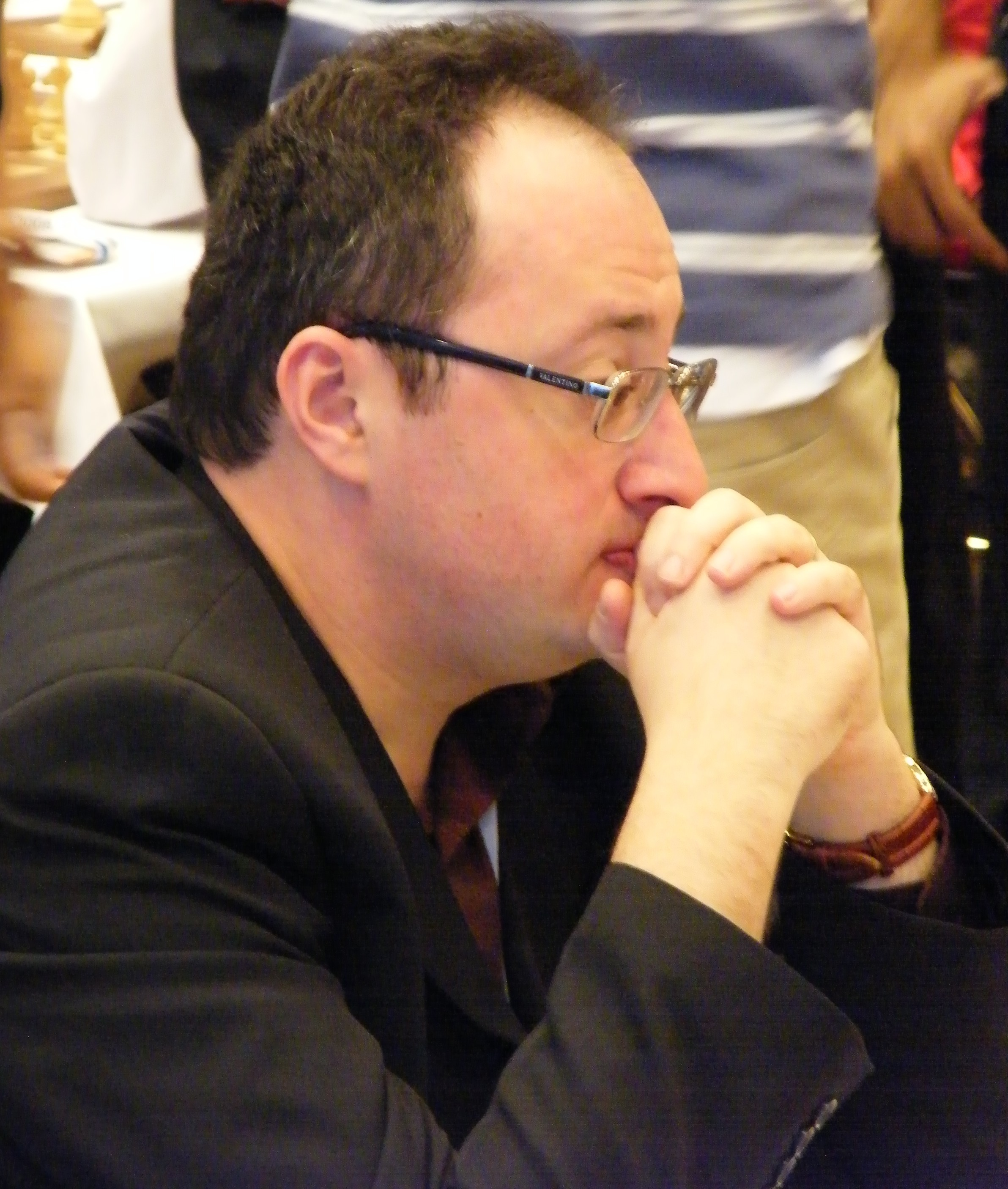
Boris Gelfand, zdobywca Pucharu Świata 2009

Puchar Świata w Szachach 2009 – kwalifikacyjny turniej z cyklu mistrzostw świata, mający na celu wyłonienie jednego z uczestników meczów pretendentów w 2011 roku, którego zwycięzca będzie walczył o tytuł mistrza świata z aktualnym wówczas mistrzem (zwycięzcą meczu Viswanathan Anand–Weselin Topałow).

## Przebieg turnieju
Rozgrywki pucharowe odbyły się w dniach 20 listopada–15 grudnia 2009 w rosyjskim mieście Chanty-Mansyjsk. Wystąpiło w nim 128 zawodników, w tym 23 z rankingiem powyżej 2700 punktów oraz 14 z pierwszej dwudziestki światowej listy Międzynarodowej Federacji Szachowej z dnia 1 listopada 2009 roku. Wśród uczestników znalazły się również trzy kobiety: Judit Polgár (nr 1 na światowej liście rankingowej kobiet), Aleksandra Kostieniuk (nr 11 na świecie, aktualna mistrzyni świata) oraz Hou Yifan (nr 3 na świecie, aktualna wicemistrzyni świata).
Zawodnicy rozegrali 7 rund systemem pucharowym, w pierwszych sześciu rundach grając dwie partie tempem szachów klasycznych (w finale – cztery). W przypadku remisu (1 – 1 lub 2 – 2 w finale) następowała pierwsza dogrywka, w której grano cztery partie tempem szachów szybkich. Jeśli wynik meczu wciąż był remisowy, rozgrywano maksymalnie pięć kolejnych dogrywek po dwie partie tempem szachów błyskawicznych. Jeśli po tych 16 partiach (18 w finale) wynik wciąż był nierozstrzygnięty, rozgrywano decydujący pojedynek, przed którym losowano kolory bierek. Zawodnik grający białymi miał do dyspozycji 6 minut i aby awansować musiał wygrać, natomiast jego przeciwnik otrzymywał 5 minut i do awansu wystarczał mu remis.
I runda nie przyniosła większych sensacji. Z najwyżej rozstawionych zawodników z turniejem pożegnał się jedynie Siergiej Mowsesjan (2718, nr 16). Jednakże już w II rundzie z turnieju odpadło trzech zaliczanych do faworytów zawodników: Aleksandr Moroziewicz (2750, nr 4), Teymur Rəcəbov (2748, nr 5) i Wasyl Iwanczuk (2739, nr 6). W trzeciej rundzie swój pojedynek przegrał zwycięzca Pucharu Świata 2007, Gata Kamski. W tej rundzie doszło również do rzadko spotykanego wydarzenia, które miało bezpośredni wpływ na wyniki dwóch par. Dwaj Chińczycy, Li Chao i Wang Yue spóźnili się na drugie partie swoich dogrywek, za co ukarani zostali w tych partiach przegranymi przez walkower. Czwarta runda nie przyniosła niespodzianek – do najlepszej ósemki awans zdobyli wyłącznie zawodnicy z rankingiem powyżej 2700 punktów, a do półfinałów awansowali: Boris Gelfand (2768, nr 1), Rusłan Ponomariow (2739, nr 7), Serhij Kariakin (2723, nr 12) oraz Władimir Małachow (2706, nr 22). W tej rundzie wyjątkowo łatwo z Kariakinem poradził sobie Gelfand (wygrywając 2-0), natomiast w drugiej parze Ponomariow w dogrywce pokonał 4-2 Małachowa, choć po trzeciej partii przegrywał 1-2. Finał miał zacięty przebieg: wszystkie cztery partie rozegrane tempem klasycznym zakończyły się remisami, w 6. prowadzenie objął Gelfand, ale w 8. Ponomariow wyrównał do stanu 4-4. Pierwsza dogrywka tempem błyskawicznym również zakończyła się remisem, dopiero w drugiej Gelfand dwukrotnie pokonał swojego przeciwnika i z ostatecznym wynikiem 7-5 zwyciężył w finale i zdobył Puchar Świata 2009.
W turnieju wystąpił jeden reprezentant Polski, Mateusz Bartel (2618, nr 80), który w I rundzie pokonał po dogrywce Borisa Graczowa z Rosji (2652, nr 49), ale w kolejnej uległ Chińczykowi Yu Yangyi (2527, nr 113) i odpadł z dalszej rywalizacji.
Całkowity fundusz nagród wyniósł 1.600.000 USD, z czego zwycięzca Pucharu otrzymał 120.000, finalista – 80.000, przegrani w rundzie VI – po 50.000, w rundzie V – po 35.000, w rundzie IV – po 25.000, w rundzie III – po 16.000, w rundzie II – po 10.000, a w rundzie I – po 6.000.

## Wyniki I rundy
1. Boris Gelfand (2758) –  Andriej Obodczuk (2404) [1½ – ½]
2. Walaa Sarwat (2405) –  Vüqar Həşimov (2758) [0 – 2]
3. Piotr Swidler (2754) –  Jean Hebert (2420) [2 – 0]
4. Khaled Abdel Razik (2469) –  Aleksandr Moroziewicz (2750) [0 – 2]
5. Teymur Rəcəbov (2748) –  Mohamed Ezat (2472) [2 – 0]
6. Aleksiej Biezgodow (2484) –  Wasilij Iwanczuk (2739) [0 – 2]
7. Rusłan Ponomariow (2739) –  Essam El Gindy (2493) [1½ – ½]
8. Jha Sriram (2497) –  Aleksandr Griszczuk (2736) [½ – 1½]
9. Dmitrij Jakowienko (2736) –  Aimen Rizouk (2500) [1½ – ½]
10. Nikołaj Kabanow (2501) –  Wang Yue (2734) [0 – 2]
11. Pawło Eljanow (2729) –  Mohamad Al-Sayed (2504) [1½ – ½]
12. Andrés Rodríguez Vila (2508) –  Serhij Kariakin (2723) [½ – 1½]
13. Szachrijar Mammadjarow (2719) –  Aleksandra Kostieniuk (2517) [2 – 0]
14. Abhijit Kunte (2522) –  Aleksiej Szyrow (2719) [½ – 1½]
15. Leinier Domínguez Pérez (2719) –  David Smerdon (2525) [3½ – 2½]
16. Yu Yangyi (2527) –  Siergiej Mowsesjan (2718) [1½ – ½]
17. Maxime Vachier-Lagrave (2718) –  Yu Shaoteng (2529) [1½ – ½]
18. Aleksiej Pridorożny (2533) –  Jewgienij Aleksiejew (2715) [½ – 1½]
19. Jewgienij Tomaszewski (2708) –  Aleksandr Iwanow (2539) [1½ – ½]
20. Joshua Friedel (2551) –  Wang Hao (2708) [0 – 2]
21. David Navara (2707) –  Darwin Laylo (2552) [4 – 2]
22. Bassem Amin (2553) –  Władimir Małachow (2706) [0 – 2]
23. Étienne Bacrot (2700) –  Friso Nijboer (2561) [3½ – 1½]
24. Iván Morovic Fernández (2562) –  Siergiej Rublewski (2697) [½ – 1½]
25. Baadur Dżobawa (2696) –  Ray Robson (2567) [1½ – ½]
26. Robert Hess (2572) –  Aleksandr Motylow (2695) [½ – 1½]
27. Gata Kamski (2695) –  Rogelio Antonio (2574) [1½ – ½]
28. Abhijeet Gupta (2578) –  Nikita Witiugow (2694) [½ – 1½]
29. Wiktor Bołogan (2692) –  Ahmed Adly (2583) [1½ – ½]
30. Hou Yifan (2588) –  Arkadij Naiditsch (2689) [2½ – 3½]
31. Bu Xiangzhi (2682) –  Yannick Pelletier (2589) [½ – 1½]
32. Duško Pavasovič (2590) –  Judit Polgár (2680) [–/+ (vo)]
33. Liviu-Dieter Nisipeanu (2677) –  Constantin Lupulescu (2591) [1½ – ½]
34. Li Chao (2596) –  Gabriel Sarksjan (2676) [5 – 3]
35. Aleksander Oniszczuk (2672) –  Diego Flores (2602) [1½ – ½]
36. Jurij Kryworuczko (2602) –  Iwan Czeparinow (2671) [2½ – 3½]
37. Zachar Jefimenko (2668) –  Gilberto Milos (2603) [½ – 1½]
38. Zhou Weiqi (2603) –  Emil Sutowski (2666) [3½ – 1½]
39. Jewgienij Najer (2666) –  Ehsan Ghaem Maghami (2603) [1½ – ½]
40. Eduardo Iturrizaga (2605) –  Siergiej Tiwiakow (2664) [3½ – 2½]
41. Ołeksandr Areszczenko (2664) –  Fidel Corrales Jiménez (2605) [1½ – ½]
42. Erwin l'Ami (2606) –  Krishnan Sasikiran (2664) [1½ – 3½]
43. Ilja Smirin (2662) –  Jaan Ehlvest (2606) [1½ – ½]
44. Aleksandr Szabałow (2606) –  Wołodymyr Bakłan (2655) [4½ – 3½]
45. Surya Ganguly (2654) –  Anton Filippow (2607) [2 – 0]
46. Aleksandr Chalifman (2612) –  Alexandr Fier (2653) [3½ – 2½]
47. Laurent Fressinet (2653) –  Sanan Sjugirow (2612) [2 – 0]
48. Tigran L. Petrosjan (2615) –  Georg Meier (2653) [½ – 1½]
49. Boris Graczow (2652) –  Mateusz Bartel (2618) [3 – 5]
50. Lázaro Bruzón Batista (2619) –  Fabiano Caruana (2652) [½ – 1½]
51. Ivan Sokolov (2652) –  Serhij Fedorczuk (2619) [0 – 2]
52. Parimarjan Negi (2620) –  Wadim Miłow (2652) [1½ – 3½]
53. Artiom Timofiejew (2651) –  Rafael Leitão (2621) [3½ – 2½]
54. Jan Gustafsson (2622) –  Ernesto Inarkijew (2645) [1½ – 3½]
55. Boris Sawczenko (2644) –  Jurij Szulman (2623) [4½ – 3½]
56. Sandipan Chanda (2623) –  Michaił Kobalija (2643) [1½ – ½]
57. Władisław Tkaczow (2642) –  Lê Quang Liêm (2624) [3½ – 1½]
58. Warużan Hakopian (2624) –  Paweł Tregubow (2642) [9 – 7]
59. Wesley So (2640) –  Gadir Gusejnow (2625) [4 – 1]
60. Konstantin Sakajew (2626) –  Julio Granda Zuñiga (2640) [1½ – ½]
61. Viktor Láznička (2637) –  Joanis Papaioanu (2628) [1½ – ½]
62. Tomi Nybäck (2628) –  Dmitrij Andriejkin (2636) [4½ – 3½]
63. Rauf Məmmədov (2634) –  Zhou Jianchao (2629) [½ – 1½]
64. Siergiej Wołkow (2629) –  Farruch Amonatow (2631) [½ – 1½]

## Wyniki II rundy
1. Farruch Amonatow (2631) –  Boris Gelfand (2758) [½ – 1½]
2. Vüqar Həşimov (2758) –  Zhou Jianchao (2629) [1½ – ½]
3. Tomi Nybäck (2628) –  Piotr Swidler (2754) [1½ – 3½]
4. Aleksandr Moroziewicz (2750) –  Viktor Láznička (2637) [0 – 2]
5. Konstantin Sakajew (2626) –  Tejmur Radżabow (2748) [1½ – ½]
6. Wasilij Iwanczuk (2739) –  Wesley So (2640) [½ – 1½]
7. Warużan Hakopian (2624) –  Rusłan Ponomariow (2739) [2 – 4]
8. Aleksandr Griszczuk (2736) –  Władisław Tkaczow (2642) [1½ – ½]
9. Chanda Sandipan (2623) –  Dmitrij Jakowienko (2736) [0 – 2]
10. Wang Yue (2734) –  Boris Sawczenko (2644) [2 – 0]
11. Ernesto Inarkijew (2645) –  Pawło Eljanow (2729) [2½ – 3½]
12. Serhij Kariakin (2723) –  Artiom Timofiejew (2651) [3½ – 2½]
13. Wadim Miłow (2652) –  Szachrijar Mammadjarow (2719) [0 – 2]
14. Aleksiej Szyrow (2719) –  Serhij Fedorczuk (2619) [4 – 1]
15. Fabiano Caruana (2652) –  Leinier Domínguez Pérez (2719) [3½ – 2½]
16. Yu Yangyi (2527) –  Mateusz Bartel (2618) [1½ – ½]
17. Georg Meier (2653) –  Maxime Vachier-Lagrave (2718) [2½ – 3½]
18. Jewgienij Aleksiejew (2715) –  Laurent Fressinet (2653) [3½ – 1½]
19. Aleksandr Chalifman (2612) –  Jewgienij Tomaszewski (2708) [2½ – 3½]
20. Wang Hao (2708) –  Surya Ganguly (2654) [2 – 0]
21. Aleksandr Szabałow (2606) –  David Navara (2707) [2½ – 3½]
22. Władimir Małachow (2706) –  Ilja Smirin (2662) [3½ – 1½]
23. Krishnan Sasikiran (2664) –  Étienne Bacrot (2700) [0 – 2]
24. Siergiej Rublewski (2697) –  Ołeksandr Areszczenko (2664) [2½ – 3½]
25. Eduardo Iturrizaga (2605) –  Baadur Dżobawa (2696) [½ – 1½]
26. Aleksandr Motylow (2695) –  Jewgienij Najer (2666) [1½ – ½]
27. Zhou Weiqi (2603) –  Gata Kamski (2695) [½ – 1½]
28. Nikita Witiugow (2694) –  Gilberto Milos (2603) [4½ – 3½]
29. Iwan Czeparinow (2671) –  Wiktor Bołogan (2692) [2 – 4]
30. Arkadij Naiditsch (2689) –  Aleksander Oniszczuk (2672) [1½ – ½]
31. Li Chao (2596) –  Yannick Pelletier (2589) [4½ – 3½]
32. Judit Polgár (2680) –  Liviu-Dieter Nisipeanu (2677) [4½ – 3½]

## Wyniki III rundy
1. Boris Gelfand (2758) –  Judit Polgár (2680) [3½ – 1½]
2. Li Chao (2596) –  Vüqar Həşimov (2758) [1½ – 3½]
3. Piotr Swidler (2754) –  Arkadij Naiditsch (2689) [5 – 3]
4. Wiktor Bołogan (2692) –  Viktor Láznička (2637) [1½ – 3½]
5. Konstantin Sakajew (2626) –  Nikita Witiugow (2694) [½ – 1½]
6. Gata Kamski (2695) –  Wesley So (2640) [½ – 1½]
7. Rusłan Ponomariow (2739) –  Aleksandr Motylow (2695) [1½ – ½]
8. Baadur Dżobawa (2696) –  Aleksandr Griszczuk (2736) [3 – 5]
9. Dmitrij Jakowienko (2736) –  Ołeksandr Areszczenko (2664) [4 – 2]
10. Étienne Bacrot (2700) –  Wang Yue (2734) [3½ – 1½]
11. Pawło Eljanow (2729) –  Władimir Małachow (2706) [1 – 4]
12. David Navara (2707) –  Serhij Kariakin (2723) [1 – 4]
13. Şəhriyar Məmmədyarov (2719) –  Wang Hao (2708) [1½ – ½]
14. Jewgienij Tomaszewski (2708) –  Aleksiej Szyrow (2719) [½ – 1½]
15. Fabiano Caruana (2652) –  Jewgienij Aleksiejew (2715) [3½ – 2½]
16. Maxime Vachier-Lagrave (2718) –  Yu Yangyi (2527) [1½ – ½]

## Od IV rundy do finału
|  |                        |                        |                        |                   |                   |                   |                   |                   |  |  |          |          |          |  |  |       |       |       |
|  | 1/8 finału             | 1/8 finału             | 1/8 finału             |                   |                   | Ćwierćfinał       | Ćwierćfinał       | Ćwierćfinał       |  |  | Półfinał | Półfinał | Półfinał |  |  | Finał | Finał | Finał |
|  | 1/8 finału             | 1/8 finału             | 1/8 finału             |                   |                   | Ćwierćfinał       | Ćwierćfinał       | Ćwierćfinał       |  |  | Półfinał | Półfinał | Półfinał |  |  | Finał | Finał | Finał |
|  | Boris Gelfand          |                        |                        |                   |                   |                   |                   |                   |  |  |          |          |          |  |  |       |       |       |
|  |                        |                        |                        |                   |                   |                   |                   |                   |  |  |          |          |          |  |  |       |       |       |
|  | 4⅛                     | 4⅛                     | Maxime Vachier-Lagrave |                   |                   |                   |                   |                   |  |  |          |          |          |  |  |       |       |       |
|  | 4⅛                     | 4⅛                     | Maxime Vachier-Lagrave | Vüqar Həşimov     |                   |                   |                   |                   |  |  |          |          |          |  |  |       |       |       |
|  | 3⅛                     | 3⅛                     | Aleksandr Griszczuk    |                   |                   |                   |                   |                   |  |  |          |          |          |  |  |       |       |       |
|  | 3⅛                     | 3⅛                     | Aleksandr Griszczuk    |                   |                   | 1⅛                | 1⅛                | Rusłan Ponomariow |  |  |          |          |          |  |  |       |       |       |
|  | 3                      |                        |                        |                   |                   | 1⅛                | 1⅛                | Rusłan Ponomariow |  |  |          |          |          |  |  |       |       |       |
|  |                        |                        | 3⅛                     | 3⅛                | Piotr Swidler     |                   |                   |                   |  |  |          |          |          |  |  |       |       |       |
|  | Dmitrij Jakowienko     | Dmitrij Jakowienko     | 3⅛                     | 3⅛                | Piotr Swidler     | 5                 |                   |                   |  |  |          |          |          |  |  |       |       |       |
|  | Dmitrij Jakowienko     | Dmitrij Jakowienko     |                        |                   |                   |                   |                   |                   |  |  |          |          |          |  |  |       |       |       |
|  | Viktor Láznička        | Viktor Láznička        | ⅛                      |                   |                   |                   |                   |                   |  |  |          |          |          |  |  |       |       |       |
|  | Viktor Láznička        | Viktor Láznička        | ⅛                      |                   |                   |                   |                   |                   |  |  |          |          |          |  |  |       |       |       |
|  | Szachrijar Mammadjarow |                        |                        |                   |                   |                   |                   |                   |  |  |          |          |          |  |  |       |       |       |
|  |                        |                        |                        |                   |                   |                   |                   |                   |  |  |          |          |          |  |  |       |       |       |
|  | 1⅛                     | 1⅛                     | Nikita Witiugow        |                   |                   |                   |                   |                   |  |  |          |          |          |  |  |       |       |       |
|  | 1⅛                     | 1⅛                     | Nikita Witiugow        | ⅛                 |                   |                   |                   |                   |  |  |          |          |          |  |  |       |       |       |
|  | ⅛                      | ⅛                      | Serhij Kariakin        |                   |                   |                   |                   |                   |  |  |          |          |          |  |  |       |       |       |
|  | ⅛                      | ⅛                      | Serhij Kariakin        |                   |                   | Władimir Małachow | Władimir Małachow | 1⅛                |  |  |          |          |          |  |  |       |       |       |
|  | 1⅛                     |                        |                        |                   |                   | Władimir Małachow | Władimir Małachow | 1⅛                |  |  |          |          |          |  |  |       |       |       |
|  |                        |                        | Boris Gelfand          | Boris Gelfand     | 2                 |                   |                   |                   |  |  |          |          |          |  |  |       |       |       |
|  | Vüqar Həşimov          | Vüqar Həşimov          | Boris Gelfand          | Boris Gelfand     | 2                 | 3⅛                |                   |                   |  |  |          |          |          |  |  |       |       |       |
|  | Vüqar Həşimov          | Vüqar Həşimov          |                        |                   |                   |                   |                   |                   |  |  |          |          |          |  |  |       |       |       |
|  | Fabiano Caruana        | Fabiano Caruana        | 1⅛                     |                   |                   |                   |                   |                   |  |  |          |          |          |  |  |       |       |       |
|  | Fabiano Caruana        | Fabiano Caruana        | 1⅛                     |                   |                   |                   |                   |                   |  |  |          |          |          |  |  |       |       |       |
|  | Rusłan Ponomariow      |                        |                        |                   |                   |                   |                   |                   |  |  |          |          |          |  |  |       |       |       |
|  |                        |                        |                        |                   |                   |                   |                   |                   |  |  |          |          |          |  |  |       |       |       |
|  | 3⅛                     | 3⅛                     | Étienne Bacrot         |                   |                   |                   |                   |                   |  |  |          |          |          |  |  |       |       |       |
|  | 3⅛                     | 3⅛                     | Étienne Bacrot         | Serhij Kariakin   |                   |                   |                   |                   |  |  |          |          |          |  |  |       |       |       |
|  | 2⅛                     | 2⅛                     | Piotr Swidler          |                   |                   |                   |                   |                   |  |  |          |          |          |  |  |       |       |       |
|  | 2⅛                     | 2⅛                     | Piotr Swidler          |                   |                   | 0                 | 0                 | Rusłan Ponomariow |  |  |          |          |          |  |  |       |       |       |
|  | 1⅛                     |                        |                        |                   |                   | 0                 | 0                 | Rusłan Ponomariow |  |  |          |          |          |  |  |       |       |       |
|  |                        |                        | 4                      | 4                 | Władimir Małachow |                   |                   |                   |  |  |          |          |          |  |  |       |       |       |
|  | Aleksiej Szyrow        | Aleksiej Szyrow        | 4                      | 4                 | Władimir Małachow | ⅛                 |                   |                   |  |  |          |          |          |  |  |       |       |       |
|  | Aleksiej Szyrow        | Aleksiej Szyrow        |                        |                   |                   |                   |                   |                   |  |  |          |          |          |  |  |       |       |       |
|  | Wesley So              | Wesley So              | 1                      |                   |                   |                   |                   |                   |  |  |          |          |          |  |  |       |       |       |
|  | Wesley So              | Wesley So              | 1                      |                   |                   |                   |                   |                   |  |  |          |          |          |  |  |       |       |       |
|  | Władimir Małachow      |                        |                        |                   |                   |                   |                   |                   |  |  |          |          |          |  |  |       |       |       |
|  |                        |                        |                        |                   |                   |                   |                   |                   |  |  |          |          |          |  |  |       |       |       |
|  | 4                      | 4                      | Boris Gelfand          |                   |                   |                   |                   |                   |  |  |          |          |          |  |  |       |       |       |
|  | 4                      | 4                      | Boris Gelfand          | 2                 |                   |                   |                   |                   |  |  |          |          |          |  |  |       |       |       |
|  | 3⅛                     | 3⅛                     | Dmitrij Jakowienko     |                   |                   |                   |                   |                   |  |  |          |          |          |  |  |       |       |       |
|  | 3⅛                     | 3⅛                     | Dmitrij Jakowienko     |                   |                   | Boris Gelfand     | Boris Gelfand     | 7                 |  |  |          |          |          |  |  |       |       |       |
|  | 1⅛                     |                        |                        |                   |                   | Boris Gelfand     | Boris Gelfand     | 7                 |  |  |          |          |          |  |  |       |       |       |
|  |                        |                        | Rusłan Ponomariow      | Rusłan Ponomariow | 5                 |                   |                   |                   |  |  |          |          |          |  |  |       |       |       |
|  | Szachrijar Mammadjarow | Szachrijar Mammadjarow | Rusłan Ponomariow      | Rusłan Ponomariow | 5                 | ⅛                 |                   |                   |  |  |          |          |          |  |  |       |       |       |
|  | Szachrijar Mammadjarow | Szachrijar Mammadjarow |                        |                   |                   |                   |                   |                   |  |  |          |          |          |  |  |       |       |       |
|  | Serhij Kariakin        | Serhij Kariakin        | 1⅛                     |                   |                   |                   |                   |                   |  |  |          |          |          |  |  |       |       |       |
|  | Serhij Kariakin        | Serhij Kariakin        | 1⅛                     |                   |                   |                   |                   |                   |  |  |          |          |          |  |  |       |       |       |